# Club Always Ready
Maillots
Dernière mise à jour : 13 janvier 202.
Le Club Always Ready est un club bolivien de football basé à La Paz.

## Histoire
Le club est fondé en 1933 et dispute en 1950 le championnat de La Paz, même si cette compétition n'est pas le championnat officiel de la Bolivie, le vainqueur peut être considéré comme le meilleur club du pays. Pour sa première saison dans ce championnat semi-professionnel le Club Always Ready, également appelé CAR, termine à la septième place, la saison suivante, en 1951, le CAR termine à la première place puis les deux saisons suivantes comme vice-champion.
En 1954, des équipes de Cochabamba et d'Oruro se joignent au championnat qui est nommé Torneo Integrado, avec l'arrivée de nouvelles équipes et d'une concurrence plus forte le CAR ne réussit pas à se maintenir et sera relégué. En 1956 le club parvient à revenir dans ce championnat et s'assure dès sa première saison le titre de champion en 1957.
De août à novembre 1961 le club fait une tournée européenne, et dispute vingt-sept rencontres sur le Vieux continent.
En 1961, 1963 et 1967 le club est vice-champion, en 1968 le CAR est qualifié pour la Copa Libertadores 1968 mais terminera dernier de sa poule.
En 1977, le club se qualifie pour la nouvelle ligue professionnelle de Bolivie mais ne parviendra jamais à se mêler au haut du tableau et sera même relégué en 1981. Il faudra attendre six années pour revenir au plus haut niveau puis en 1991 le CAR sera de nouveau relégué et connaîtra même la troisième division.
Avec l'arrivée de nouveaux investisseurs en 2014, le déménagement à El Alto et la construction d'un stade de 25 000 places le club a de nouvelles ambitions et parviendra en 2018 à revenir en Championnat de Bolivie après avoir gagné la Copa Simón Bolívar.

## Palmarès
- Championnat de Bolivie (1)
  - Champion : 2020 Ap
- Championnat La Paz Football Association (2)
  - Champion : 1951, 1957
- Copa Simón Bolívar (1)
  - Vainqueur : 2018